# Combat Team Conference
Die Combat Team Conference (CTC) ist ein Erfahrungsaustausch und Vergleichswettkampf polizeilicher Spezialeinheiten mit internationaler Beteiligung und wird von den Veranstaltern sowie den Teilnehmern als „Olympiade der Spezialeinheiten“ angesehen. Sie wird von der GSG 9 ausgerichtet. die CTC wurde 1983 begründet und fand zunächst im Zweijahres- und später seit 1995 im Vierjahresrhythmus statt.

## Geschichte
Initiiert wurde die CTC von den ehemaligen Kommandeuren der GSG 9 Ulrich K. Wegener und Uwe Dee. Die GSG 9 nimmt als Gastgeber nicht am Vergleichswettkampf teil. Im Jahr 1983 traten insgesamt 20 Mannschaften an, davon 13 aus der BRD, drei jeweils aus den USA und der Schweiz sowie eine aus den Niederlanden. In den Folgejahren entwickelte sich die CTC international, so dass 2011 aus Deutschland 17 sowie 24 internationale Mannschaften unter anderem aus den USA, Israel, Hongkong, Japan und Russland teilnahmen. Neben den Teilnehmern am Vergleichswettkampf besuchten Beobachter aus verschiedenen Ländern die CTC, wie beispielsweise aus Australien, Großbritannien oder Thailand. Seit 2011 ist die offizielle Sprache der Veranstaltung englisch. Die Vergleichswettkämpfe finden an verschiedenen Orten statt, wie beispielsweise im Kölner Hafen Niehl I oder in ehemaligen Bundeswehrliegenschaften wie der Westerwald-Kaserne in Montabaur oder in ehemaligen Standortmunitionsniederlagen der Bundeswehr. Es fanden 2019 und 2023 wieder Wettbewerbe statt. 2023 nahmen 43 Mannschaften teil.